# Mutuus dissensus
Le mutuus dissensus est une expression latine du droit français actuel qui signifie « dissentiment mutuel ».
C'est la doctrine civiliste qui l'utilise depuis la fin du XIXe siècle pour désigner une notion fondamentale du droit des contrats,.
Cette notion est en lien avec le principe de la force obligatoire du contrat qui veut que les parties à un contrat sont obligés de l'exécuter car le contrat est intangible - c'est-à-dire qu'il ne peut pas être modifiée unilatéralement - et irrévocable - c'est-à-dire qu'il n'est pas possible de se désengager unilatéralement - sauf mutuus dissensus. Ainsi le contrat ne peut pas être modifié ou on ne peut pas unilatéralement se désengager des liens contractuels, sauf dissentiment mutuel des parties : mutuus dissensus.